# Nordeler Schleifkotten
Der Nordeler Schleifkotten ist ein alter Schleifkotten und ein heutiger Ortsteil von Halver im Märkischen Kreis im Regierungsbezirk Arnsberg in Nordrhein-Westfalen (Deutschland).

## Lage und Beschreibung
Der Nordeler Schleifkotten liegt auf 320 Meter über Normalnull im Nordwesten des Halveraner Stadtgebietes im Tal der Ennepe an der Mündung des bei Neuenvahlefeld entspringenden Rehbrauckbachs. Die Nachbarorte sind Burbach, Ober- und Niederbuschhausen, Buschhauser Hammer, Ahe, Hartmecke, Grafweg, Diekerhof, Stieneichhofen, Becke, Brenscheid, Beisen und das unmittelbar angrenzende Nordeln.
Der Ort ist über eine Straße zu erreichen, die bei Niederennepe von der Bundesstraße 229 abzweigt und die Ortschaften im Ennepetal anbindet. Östlich des Orts liegt eine 385,3 Meter über Normalnull hohe Erhebung, westlich liegt der Bollberg.

## Geschichte
Der Nordeler Schleifkotten wurde erstmals 1857 als ein Abspliss von Nordeln urkundlich erwähnt. Nordeln ist ein Abspliss der Hofschaft Stieneichhofen. In der ersten Hälfte des 20. Jahrhunderts wurde der Schleifkotten außer Funktion gesetzt.
Spätestens seit dem Frühmittelalter (nach anderen Angaben seit vorgeschichtlicher Zeit) querte beim Nordeler Schleifkotten eine wichtige Altstraße von Wipperfürth nach Breckerfeld die Ennepe. Westlich vom Ort befindet sich auf dem Bollberg ein Ringwall, der nach Ausgrabungen (Keramikfunde aus dem 9. Jahrhundert) und neueren Forschungen als fränkische Ausbau- und Fliehburg zur Sicherung diese Altstraße gedeutet wird.